# Kravljak (Szamobor)
 Kravljak  falu Horvátországban Zágráb megyében. Közigazgatásilag Szamoborhoz tartozik.

## Fekvése
Zágrábtól 33 km-re, községközpontjától 13 km-re nyugatra a Zsumberk-Szamobori-hegység déli lejtőin fekszik.

## Története
1830-ban 6 házában 50 lakos élt, valamennyien görögkatolikusok. A falunak 1857-ben 53, 1910-ben 101 lakosa volt. Trianon előtt Zágráb vármegye Szamobori járásához tartozott. 2011-ben 15 lakosa volt, akik mezőgazdaságból, állattartáaból és turizmusból éltek. A stojdragai Szent György plébániához tartoztak.

## Lakosság
| Lakosság változása | Lakosság változása | Lakosság változása | Lakosság változása | Lakosság változása | Lakosság változása | Lakosság változása | Lakosság változása | Lakosság változása | Lakosság változása | Lakosság változása | Lakosság változása | Lakosság változása | Lakosság változása | Lakosság változása | Lakosság változása |
| ------------------ | ------------------ | ------------------ | ------------------ | ------------------ | ------------------ | ------------------ | ------------------ | ------------------ | ------------------ | ------------------ | ------------------ | ------------------ | ------------------ | ------------------ | ------------------ |
| 1857               | 1869               | 1880               | 1890               | 1900               | 1910               | 1921               | 1931               | 1948               | 1953               | 1961               | 1971               | 1981               | 1991               | 2001               | 2011               |
| 53                 | 64                 | 91                 | 103                | 105                | 101                | 102                | 83                 | 52                 | 51                 | 64                 | 50                 | 37                 | 28                 | 21                 | 15                 |

## Nevezetességei
- A Szentháromság tiszteletére szentelt görögkatolikus kápolnája.
- Tuscsák várának romjai.[4]